# 膽囊切除術後症候群
膽囊切除術後症候群（Postcholecystectomy syndrome）是描述在膽囊切除術之後出現的一系列腹部症狀。
大約5-40%的膽囊切除術患者會出現此類術後症候群，此類症狀可能暫時出現，可能持續一陣子，也有一些人伴隨終身。有約10%的術後患者出現慢性症狀。
術後症候群的腹痛症狀可能來自於歐蒂氏括約肌功能不全或術後沾黏。一項近期研究顯示術後症候群可能肇因於膽道微結石。約50%的病例是源自於膽道系統，例如殘餘結石、膽道損傷、膽道運動不良，以及膽道囊腫。非膽道源性術後症候群則可能肇因於腸胃道功能性失調，例如消化不良。
慢性膽囊切除術後症候群屬於一種膽酸性腹瀉，此類患者可以使用膽酸結合劑進行治療，如可林斯提拉明酯（cholestyramine）、考來替泊（colestipol），或colesevelam等藥物都能夠治療且安全。

## 症狀
相關症狀包含：
- 消化不良、恶心，和嘔吐
- 放屁、腹部脹氣，和腹瀉。
- 持續性右上腹痛[10]。

## 診斷
- 腹部超音波
- 常規性血液檢查及生化檢驗
- 靜脈膽管造影術
- 胃十二指腸內視鏡
- 經內視鏡逆行性膽胰管攝影術（英语：endoscopic retrograde cholangiopancreatography）（ERCP）
- 經內視鏡逆行性膽胰管攝影術（英语：endoscopic retrograde cholangiopancreatography）（ERCP）取得膽泥（英语：biliary sludge）分析
- SeHCAT（英语：SeHCAT）或其他與膽酸性腹瀉（英语：bile acid diarrhea）相關檢驗